# Gian Nicola Berardi
Gian Nicola Berardi (21 febbraio 1979) è un ex velocista sammarinese.

## Biografia
Nato nel 1979, a 25 anni ha partecipato ai Giochi olimpici di Atene 2004, nei 100 m, uscendo in batteria con il tempo di 10"76.
Ai Mondiali è uscito in batteria con il tempo di 10"76 a Edmonton 2001 e con quello di 10"84 a Saint-Denis 2003, in entrambi i casi nei 100 m, mentre agli Europei ha chiuso in batteria a Monaco di Baviera 2002 con il 41º crono, 10"73.
Ha preso parte a tre edizioni dei Mondiali indoor, sempre nei 60 m. A Lisbona 2001 è stato eliminato in batteria con il 43º tempo, 7"00, a Birmingham 2003 con il 48º, 7"02, e a Budapest 2004 con il 48º, 7"01.
Detiene tre record nazionali sammarinesi: nei 60 metri piani indoor con 6"87, ottenuto nel 2004, nei 100 metri piani con 10"60, ottenuto nel 2003, e nella staffetta 4×100 metri con 41"71, ottenuto nel 2003.

## Record nazionali

### Seniores
- 60 m piani indoor: 6"87 ( Ancona, 31 gennaio 2004)
- 100 m piani: 10"60 ( Marsa, 3 giugno 2003)
- 4×100 m: 41"71 ( Marsa, 7 giugno 2003)

## Palmarès
| Anno | Manifestazione  | Sede        | Evento      | Risultato | Prestazione | Note |
| ---- | --------------- | ----------- | ----------- | --------- | ----------- | ---- |
| 2001 | Mondiali indoor | Lisbona     | 60 m piani  | Batteria  | 7"00        |      |
| 2001 | Mondiali        | Edmonton    | 100 m piani | Batteria  | 10"76       |      |
| 2002 | Europei         | Monaco      | 100 m piani | Batteria  | 10"73       |      |
| 2003 | Mondiali indoor | Birmingham  | 60 m piani  | Batteria  | 7"02        |      |
| 2003 | Mondiali        | Saint-Denis | 100 m piani | Batteria  | 10"84       |      |
| 2004 | Mondiali indoor | Budapest    | 60 m piani  | Batteria  | 7"01        |      |
| 2004 | Giochi olimpici | Atene       | 100 m piani | Batteria  | 10"76       |      |